# Bugs & Bunny
Bugs & Bunny — український поп-рок гурт. Створений 9 жовтня 2013 року в Тернополі .

## Історія

### 2011 рік. Студентські роки
У 2011 році ще студент Назар Каспрук був запрошений грати в музичному колективі, до складу якого входили Сергій Порада (гітара), Валерій Чаплінський (бас-гітара) та Павло Попик (ударні). На початку гурт грав інструментальну музику. 10 червня 2011 року Каспрук познайомився із Мар'яною Гордій, яка на той час успішно розвивала свою кар'єру реп-виконавиці під сценічним ім'ям M1ssMC. Прийшовши в музичний колектив спочатку для створення та запису декількох пісень, пізніше залишилася у постійному складі. Гурт отримав назву «Q-back» і в такому складі дав один сольний концерт та записав один сингл під назвою «Ти зможеш».

### Початок 2012 року. Новий склад гурту «Q-back»
Із колективу йдуть Павло Попик та Сергій Порада. У новий склад гурту увійшли нові музиканти: Роман Христинич (гітара) та Микола Рогоцький (ударні). У такому складі колектив проіснував півтора року, зіграв біля 30 концертів у своєму рідному місті та записав 1 сингл під назвою «Вічні цінності душі» і Live-версії концертів.

### Вересень 2013 року. Початок чогось нового
Постійні непорозуміння між музикантами привели до розпаду гурту «Q-back». 9 жовтня 2013 року відбулася перша репетиція нового складу нового гурту, який отримав назву «Bugs Bunny». До нього увійшли студенти Сергій Сілаков (клавішні), Михайло Яцишин (саксофон), Любомир Крушельницький (скрипка), Василь Хомик, а пізніше Дмитро Щербіцький (ударні). Колектив поставив собі мету створити зовсім новий матеріал із елементами шоу-програми, поєднання різних музичних стилів.

### 2014 рік. «Нам потрібно виграти»
Початок 2014 року. Гурт бере участь у місцевому музичному конкурсі «Koza music battle». Рік назад колектив уже брав участь в цьому батлі, але під попередньою назвою та в іншому складі. Цього разу цілі були поставлені інші: довести, що у колективу є майбутнє. У фіналі гурт посів друге місце, отримавши як приз мікрофон та можливість виступити на Всеукраїнському фестивалі «Файне місто».
Цього ж року відбуваються перші виїзні фестивалі, створюється міні-склад — тріо, пізніше — квінтет музикантів «Bugs Bunny acoustic»: Мар'яна Гордій (вокал та речитатив), Назар Каспрук (гітара та вокал), Любомир Крушельницький (скрипка), Василь Хамар (саксофон та кларнет), Дмитро Щербіцький, згодом — Віятик Інна (кахон).
Цілий 2014 рік Bugs Bunny виступає у двох складах та розвивається: акустичним складом виступає у пабах, повним складом бере участь у фестивалях та грає на різноманітних концертних заходах. Гурт записав пару синглів, які так і не побачили світ: пісні «Ангел» та «Молодець».

### 2015 рік. Метаморфози
У творчості гурту Bugs Bunny розпочалась своєрідна ера акустики: таким складом гурт виступає на фестивалях, в пабах, благодійних та спеціальних концертах тощо. Зрештою у повному роковому складі знову відбувається зміна облич: Назар Юник (клавішні, аранжування) та Валерій Ільків (гітара). Перед колективом постає завдання — створення альбому у повному складі. Це завдання реалізується 2017 року.
Після зміни великої кількості барабанщиків у липні 2015 року до гурту приєднався музикант, який горів бажанням створювати експериментальну музику — Іван Чопик, водночас до акустичного складу гурту він увійшов і як кахоніст та перкусіоніст. До кінця 2015 року акустика розширилася ще до двох учасників — Сергія Туровського (бас-кларнет) та Валерія Ільківа (акустичний бас).
Цього року значущими для гурту концертами стали виступи на фестивалях «Woodstock», «Ї» та фінал конкурсу «Червона рута».

### 2016 рік. Запис альбому повного складу та концертна діяльність акустичного
Найпродуктивніший рік для акустичного складу. Запис та випуск двох синглів: «Ти йдеш сама…» та «Скільки?». Журналісти починають цікавитися творчістю гурту, зокрема, інтерв'ю на УХ-Радіо, Житомирська Хвиля та Громадське радіо у програмі «Пора року» із Андрієм Куликовим, статті у місцевих газетах та модному журналі «City life», виступи на презентаціях, благодійних концертах та фестивалях… Повний склад проводить час на студії звукозапису та записує альбом, вихід якого прогнозували з місяця на місяць. Не зважаючи на те, що великим складом гурт працює менше, та все-таки дає повний роковий концерт, один із них — на Всеукраїнському фестивалі «Respublica».

### Вибір між музикою та життям
На початку 2016 року музиканти гурту дізналися про те, що їхньому барабанщику Івану Чопику діагностували рак стравоходу.. Поки Івану робили операцію, гурт масово виступає в його підтримку. У цей важкий період в колективі з'являється постійний сесійний музикант — барабанщик Олег Петришин (Los Colorados). Вийшовши з лікарні, Іван Чопик приймає хімію і одночасно їздить по виїзних концертах та фестивалях. За цей важкий час зіграв біля 100 концертів та виступів.
Саме цього року Bugs Bunny підкорив, крім Тернополя, концертні майданчики Івано-Франківська, Хмельницького, Львова, Рівного, Луцька, Коломиї, Буковелю. Взяли участь у конкурсі-фестивалі кіно і пісні «Миколайчук фест», де зайняли друге місце. Гурт отримує свій логотип, проводить фотосесії.
16 січня 2017 року раптово помирає барабанщик гурту Bugs Bunny Іван Чопик. На певний період навколо колективу занепадає тиша.
|  | «Лише 31 грудня Іван грав із нами Новий рік у Хмельницькому, тоді він навіть не міг сидіти, уже 8 днів не їв і постійно лежав: і в поїзді, і в гримерній, і назад в дорозі додому. Єдине коли він сидів — це був концерт, дві години виступу і грав він так… ніби востаннє…» |

 . Після тривалої паузи музиканти взяли себе в руки і дали концерт пам'яті Івану Чопику, яким і розпочали наступний рік свого творчого шляху.
|  | "Тепер у нас є ангел-охоронець, і хто ще може цим похвалитися?" |

### 2017 рік. Нова сторінка
Після тривалих обговорень, музиканти вирішили здійснити мрію Івана Чопика і свій давній задум — записати акустичний альбом. Запис і зведення альбому відбувалось на студії звукозапису Frost records (Івано-Франківськ) із звукорежисером Олегом Морозом (гурт Пан Пупець). До альбому ввійшли 14 пісень. Презентація альбому відбулася 19 травня 2017 року.
15 травня гурт «Bugs & Bunny» підписав угоду з лейблом Moon records, де вказано, що Moon records стає видавцем цього альбому та всіх інших матеріалів, які будуть створюватися для збірки.

## Зміна назви гурту
У березні 2017 року гурт повідомив про зміну своєї назви з Bugs Bunny на Bugs & Bunny задля отримання авторських прав на назву.

## Склад
Гурт часто працює у двох складах: роковий та акустичний. Долучає сесійних музикантів. Але незмінними залишаються:
- Мар'яна Гордій (M1ss MC) — вокал, речитатив
- Назар Каспрук — гітара, бек-вокал
- Валерій Чаплінський — бас — гітара
- Антон Нечипір — кахон і ударні

## Творчість

### Участь у фестивалях

#### 2014 рік
- «Koza music battle» (фіналісти)
- «Файне місто»
- «Vinigret»
- «Україна — це я»

#### 2015 рік
- Фестиваль «Ї»
- «День вуличної музики»
- «Вуличний ринок — I та II»
- «Холіфест»
- «Баворів фест»
- «Галицька дефіляда» (друга премія)
- «Березів Бандер фест»
- «Woodstock Україна»
- «Червона Рута»
- «Подолянифест»

#### 2016 рік
- «Zavtra fest»,
- «День вуличної музики»
- «Перший пивний фестиваль. Тернопіль»
- «Миколайчук-Фест» (друге місце)
- «Трикутник»
- «Like fest»
- «Respublica»
- «Червона Рута-2017» (фіналісти)

#### 2017 рік
- Фестиваль «Ї»[11]
- «Червона Рута-2017»

- «Файне Місто — 2017»

### Дебютний альбом
"Музика в плеєрі" 2017 рік

Реліз дебютного акустичного альбому відбувся 19 травня 2017 року. Альбом присвячений барабанщику Івану Чопику і містить 14 пісень.

### Сингли
"Ти - молодець" 2019 рік

"Жорстока правда" 2019 рік
"Закохався" 2021 рік
"Щедрик" 2022 рік

### Святковий Альбом
У 2019 році видають EP альбом "Зимовий двіж". Туди ввійшли: 
"Новорічний двіж"
, колядка "Тиха ніч"
, щедрівка "Ой сивая зозуленька"